# Monestir de Sant Daniel de Girona
El monestir de Sant Daniel es troba al poble de Sant Daniel, molt prop del centre de la ciutat de Girona. L'edifici és declarat Bé Cultural d'Interès Nacional.
El cenobi de la comunitat de monges benedictines del Monestir de Sant Daniel de Girona es fundà el 1015 a partir de la venda de l'alou de Sant Daniel a la comtessa Ermessenda i el seu espòs, el comte Ramon Borrell. El 2015 aquesta entitat va rebre la Creu de Sant Jordi "per a ser l'única benedictina femenina de Catalunya que resideix al mateix lloc on va néixer, integrada el 2015 per set monges que compten amb un ampli suport social i promouen el paper del monestir com a referent de patrimoni i impulsor de cultura".

## Història
És l'únic monestir benedictí femení de Catalunya, amb Sant Pere de les Puelles (Barcelona), que ha persistit des d'època medieval, i es troba, a més, en el mateix solar on fou erigit a principis del segle xi, al començament de la vall de Sant Daniel. El monestir, que ocupa el lloc d'una antiga capella preromànica dita de Sant Salvador on es guardaven les restes mortals de Sant Daniel des del segle ix, fou fundat per la comtessa Ermessenda, esposa del comte Ramon Borrell, l'any 1017.
Ermessenda i el seu espòs van adquirir el 16 de juny de 1015 unes terres pertanyents a Pere Roger, germà d'Ermessenda i bisbe de Girona, a les quals ja existia una petita església. El monestir ocupa el lloc d'una antiga capella preromànica dita de Sant Salvador on es guardaven les restes mortals de Sant Daniel des del segle ix. El mateix bisbe es va encarregar de reconstruir aquesta església perquè pogués establir-se la comunitat. Ermessenda es va encarregar de dotar al cenobi amb terres en diversos llocs, donacions que va continuar el seu fill Ramon Berenguer I. El convent ja estava acabat el 1020. Més endavant, la comtessa Mafalda hi construí l'església actual, consagrada el 1086. El conjunt sofrí posteriorment diverses reformes i ampliacions.
Per un document notarial datat el 17 de desembre de 1345, sabem que el mestre Aloi es va comprometre a esculpir el sepulcre de Sant Daniel a canvi de 400 sous. En el mateix contracte s'especifica que l'escultor havia d'inspirar-se en un manuscrit català per la realització dels episodis de la vida del sant. Encara que fou Ermessenda, sagristana del monestir, qui encarregà l'obra en nom del monestir. Sembla que al darrere de l'empresa hi havia el bisbe Arnau de Montrodó, decidit promocionador del cenobi femení. Des de la seva talla fins a principis del segle xx el sepulcre havia estat situat en una cripta subterrània. Malgrat el contracte, la paternitat de la peça resta encara com a punt conflictiu, com ho és també la figura d'Aloi, que sembla més una empresa que no un artista pròpiament dit.
Aviat es va establir una comunitat de sis religioses i el cenobi es va convertir amb el lloc preferit per les joves de les famílies adinerades de la comarca que volien servir a Déu. El 1342 la comunitat era de 20 monges. L'any 1550 va quedar unit per ordre papal al priorat de Valldemaria, prop d'Hostalric. El 1640 la comunitat va haver d'abandonar el monestir i refugiar-se a les muralles de Girona; cosa que va succeir de nou durant el lloc de les tropes napoleòniques de la ciutat. Les tropes franceses van utilitzar el cenobi com hospital militar. Va ser abandonat de forma breu després de la desamortització de 1835 encara que aviat es va recuperar l'activitat monacal.

## Descripció

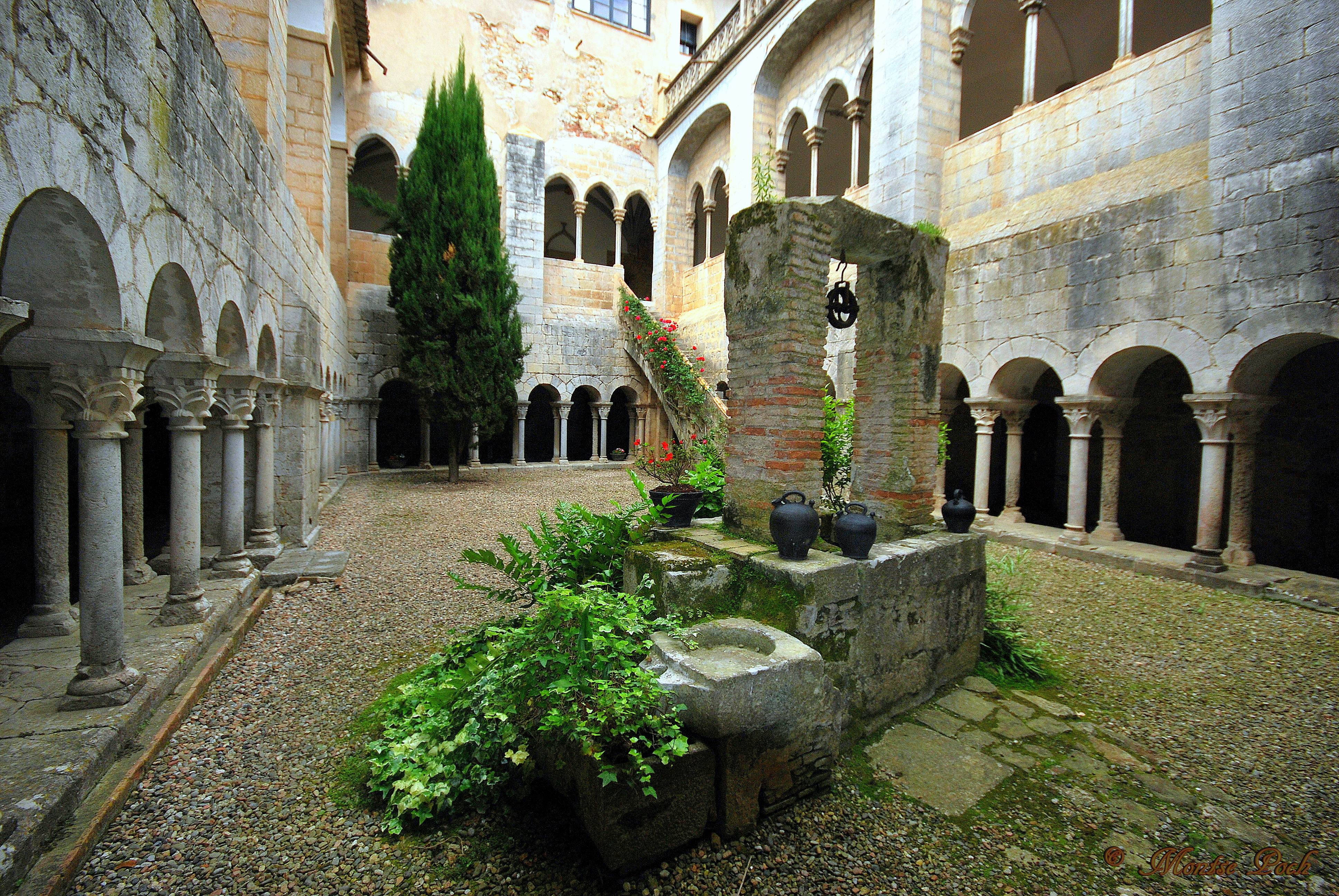
Claustre.

És un conjunt monàstic emplaçat ran del riu Galligants, a l'extrem est del nucli de Sant Daniel, prop del barri Vell de Girona. Disposa d'una notable extensió de terreny, encercat dins murs, on s'aixequen les construccions destinades a permetre el bon funcionament diari de la comunitat monàstica (dormitori, refectori, cuina, cementiri, etc.) que perviu actualment.

### Església
L'església del monestir de Sant Daniel correspon bàsicament a l'edifici del segle xii, recentment restaurat, i resta incorporada al conjunt d'edificis monàstics, molt renovats els segles XVIII-XIX. És de planta de creu grega, com la de Sant Pere de les Puelles. La nau central és coberta de volta de canó, separant-la del creuer uns arcs recolzats sobre pilastres. Les impostes amb decoració geomètrica d'aquestes darreres constitueixen un dels escassos elements ornamentals presents al temple. Sobre el transsepte s'aixeca el cimbori sobre trompes que, exteriorment, és un campanar octogonal decorat amb arcuacions, bandes llombardes i finestres geminades. A l'interior presenta una particularitat poc freqüent, als murs del creuer, sota el cimbori, hi ha un fris d'arcuacions llombardes amb molt relleu. L'absis i el presbiteri van ser renovats al segle xvii. El braç sud va ser reformat en època gòtica, suprimint l'absidiola que encara es conserva al de l'altre costat amb decoració de tipus llombard. La porta fou substituïda al segle xv. A la façana es pot veure un finestral de doble esqueixada i un ull de bou al capcer emmarcats per la façana primitiva, amb un fris d'arcuacions, actualment integrada en l'ampliació posterior. Le construccions afegides als murs laterals han amagat el parament exterior original.
El sepulcre de Sant Daniel, és al costat esquerre del creuer de l'església. Es tracta d'un sepulcre molt senzill, amb només una caixa de 146cm.de llarg per 34cm d'ampla i 42 d'alt. La tapa amida 154cm de llarg, 40cm d'ample i 30 d'alt. Al damunt d' ella s'hi troba la imatge jacent de Sant Daniel decantada vers l'espectador. Vesteix túnica llarga fins als peus i un mantell en forma de casulla. Sosté amb les mans, creuades una damunt l'altra, un bastó de caminant. El seu cap descansa sobre un coixí, mentre els peus ho fan en una roca. El frontal de la caixa està dividit en sis espais, a cadascun dels quals s'hi representa una escena de la vida del sant. Aquestes tenen lloc sota arcades trilobulades coronades amb decoració vegetal. Una viva policromia s'emprà tan a la imatge jacent com a les escenes hagiogràfiques, encara que és a les darreres on s'aprecia millor. El conjunt és proper a les formes practicades per l'escultura gòtica catalana de meitat segle xv d'un accentuat idealisme però amb una creixent atenció als problemes en la representació de la figura humana. La iconografia no presenta novetats respecte a la majora de sepulcres monumentals realitzats durant l'època gòtica.

### Claustre
El claustre, de dues galeries, és l'element més remarcable del conjunt. És de planta rectangular, lleugerament irregular, i les ales E i W són el doble de llargues que les altres dues. La galeria inferior, de sis i dotze arcades de mig punt que descansen sobre columnes dobles i capitells corintis, és una excel·lent mostra del romànic de principis del segle xiii, caracteritzat per l'austeritat decorativa i l'estilització formal. La galeria superior, d'arcs ogivals, bastida el segle xv, es troba més deteriorada. Les galeries són cobertes amb volta de canó.